# Fochj

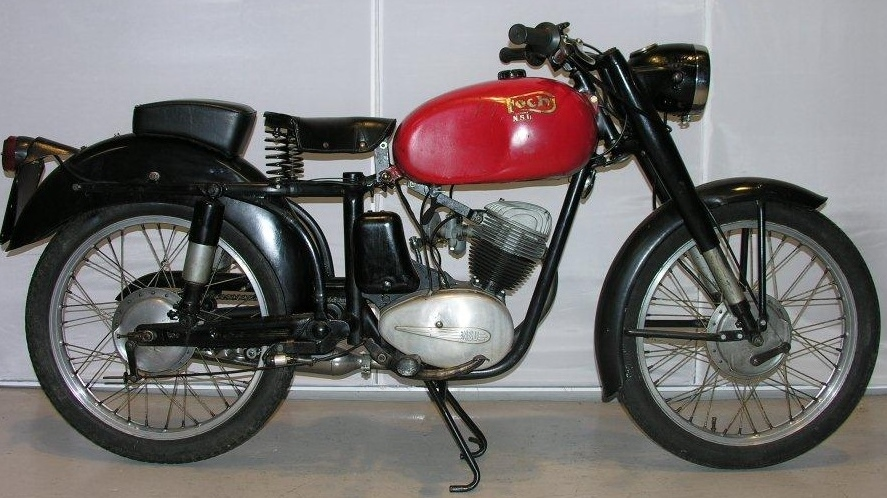
Fochj 98 cc NSU uit 1953

Fochj is een Italiaans historisch merk van motorfietsen.
De bedrijfsnaam was: Fochj, Ditta Reva, later Reva Costruzione Rappresentanze Veicoli, Bologna
Dit was een Italiaanse fabriek die haar motorfietsen van NSU-blokken van 49-, 98 en 246 cc voorzag, waaronder ook de “Max” kopklepper. De productie liep van 1953 tot 1957.